# Kostel Nejsvětější Trojice (Mysločovice)
Kostel Nejsvětější Trojice v obci Mysločovice (okres Zlín) je prostá klasicistní stavba s věží v průčelí. Byl zbudován v letech 1752-1758 na návrší uprostřed vsi.

## Historie
Na přání občanů byl postaven na místě původního kostela, který je zmiňován již v roce 1397. Ve farní Pamětní knize je popisován jako kostel dřevěný, který měl jeden oltář, jeden pozlacený kalich, dvě kasule (ornáty) a dva zvony na věži. Farní budova byla na spadnutí a u ní byla chatrná stodola, zahrádka a louka. Pro výkon církevních obřadů patřila tenkrát farnost k Holešovu. Dokument z roku 1696 dokládá tehdejší stav fary. Holešovský děkanát v něm ukládá obci Mysločovské opravit a vystavět farní a školní budovu tak, aby mohla sloužit svému účelu. Je přiložen i půdorysný nákres fary a podrobný doprovodný text.
Kostel Nejsvětější Trojice v Mysločovicích dal postavit hrabě František Antonín z Rottalu, stavbu provedl stavitel Tomáš Šturna. Základní kámen položil roku 1752 tehdejší generální vikář hrabě Egkha, 2. října, na den sv. Andělů strážných roku 1758 byl holešovským děkanem Jindřichem Krausem požehnán.

## Popis
Kostel je jednolodní obdélná stavba se zaoblenými rohy v klasicistním slohu, s obdélnou lodí a odsazeným kněžištěm s půlkruhovým závěrem. Je 31 m (17 sáhů) dlouhý a 13,7 m (7,5 sáhů) široký. Nad štítem obráceným k severozápadu se vypíná hranolovitá věž, do niž se vstupuje ze severovýchodní strany kostela. Hlavní vstup je pravoúhlým portálem ze severozápadní strany, běžný vstup je od jihozápadu, kde ke kostelu přiléhá čtyřboká sakristie.
Kostel stojí uprostřed chráněných lip, v sousedství je hřbitov a památník padlých vojáků z první světové války, na kraji obce je kaple sv. Jana Nepomuckého. Do kostela lze nahlédnout každý den, zhruba od 7:30-19:30.